# Palazzo della Ragione (Ferrara)

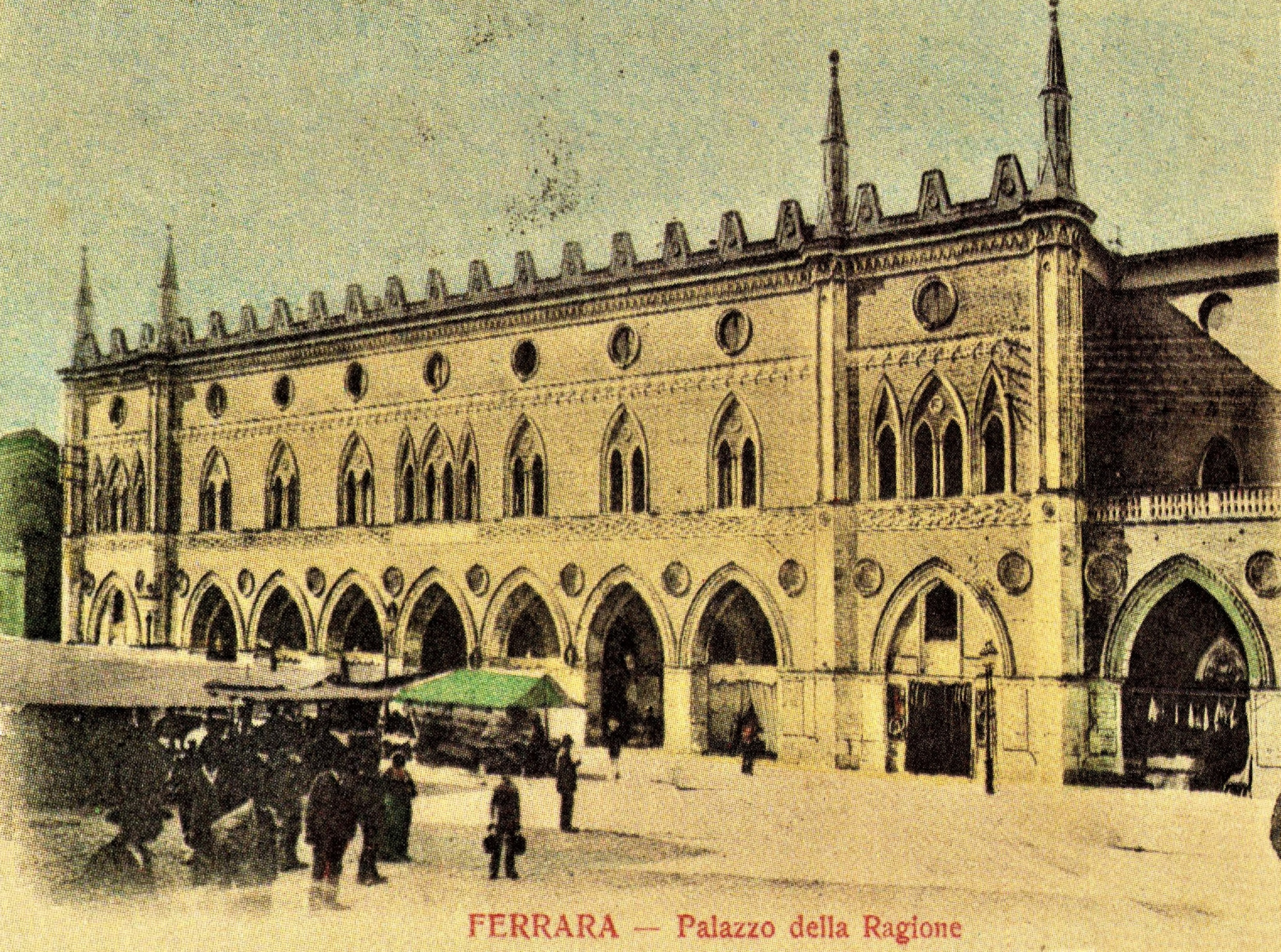
Palazzo della Ragione in Ferrara zu Beginn des 20. Jahrhunderts

Der Palazzo della Ragione ist ein gotischer Palast aus dem 14. Jahrhundert im historischen Zentrum von Ferrara in der italienischen Region Emilia-Romagna. Er liegt an der Piazza Trento e Trieste, an der Einmündung des Corso Porta Reno. Das zwischen 1315 und 1325 erbaute Gebäude wurde mehrmals umgebaut und nach einem zerstörerischen Brand 1945 endgültig abgerissen. An seiner Stelle wurde ein neuer Palast unter der Leitung von Marcello Piacentini errichtet.

## Geschichte
In dem Palast waren die Gerichte von Ferrara untergebracht und auch die Todesstrafe wurde dort vollstreckt. Tatsächlich war der Palast ein Ensemble von Bauten, die den Torre dei Rebelli (dt.: Rebellenturm) und den Palazzo dei Notai (dt.: Notarspalast) umfasste. Er wurde ab 1315 erbaut und lag in unmittelbarer Nähe der Neuen Georgskathedrale auf der anderen Seite der damaligen Piazza delle Erbe (dt.: Kräuterplatz).

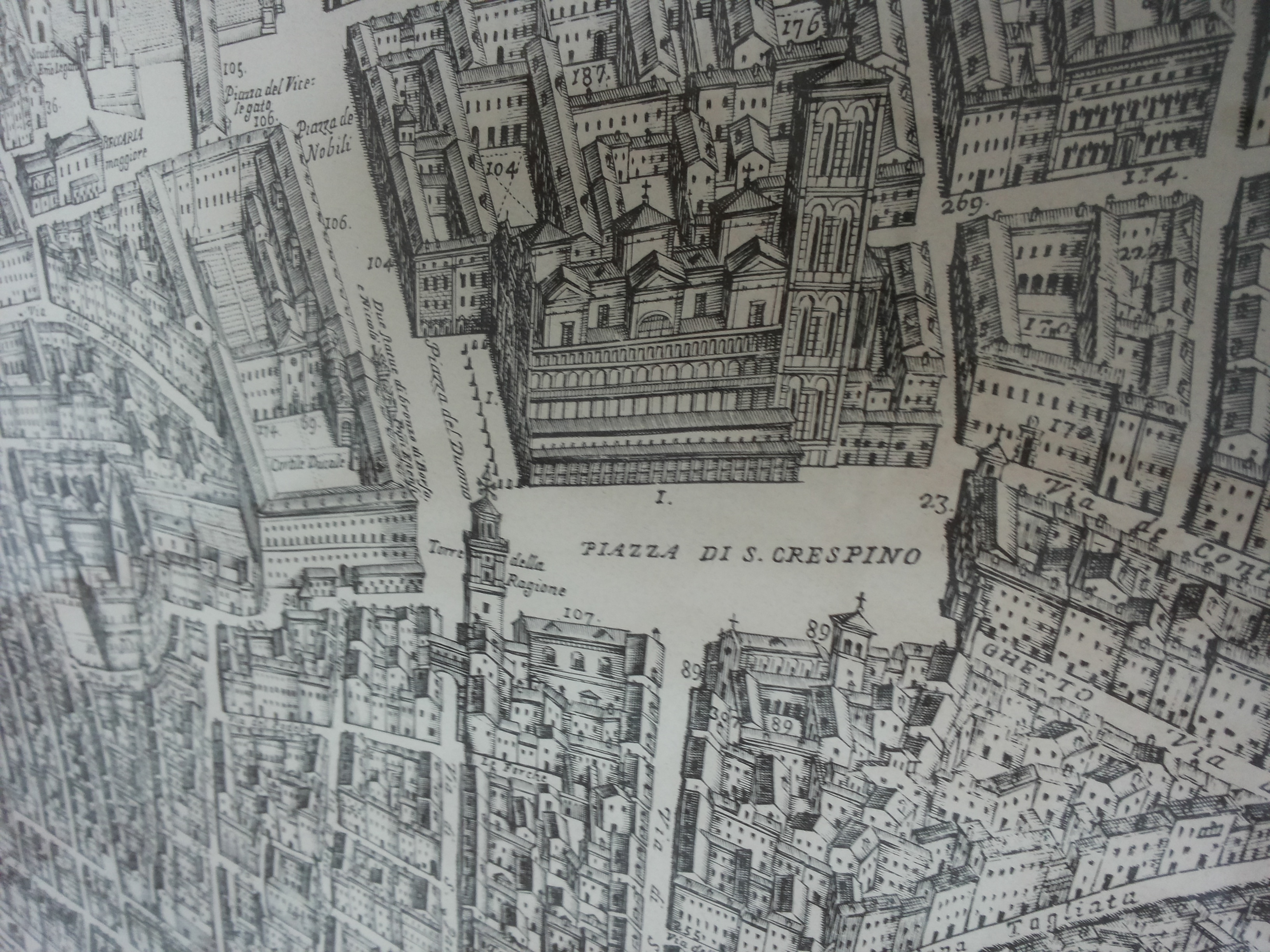
Die damalige Piazza di San Crispino mit dem Palazzo della Ragione in der Pianta ed alzato della città di Ferrara von Andrea Bolzoni von 1747

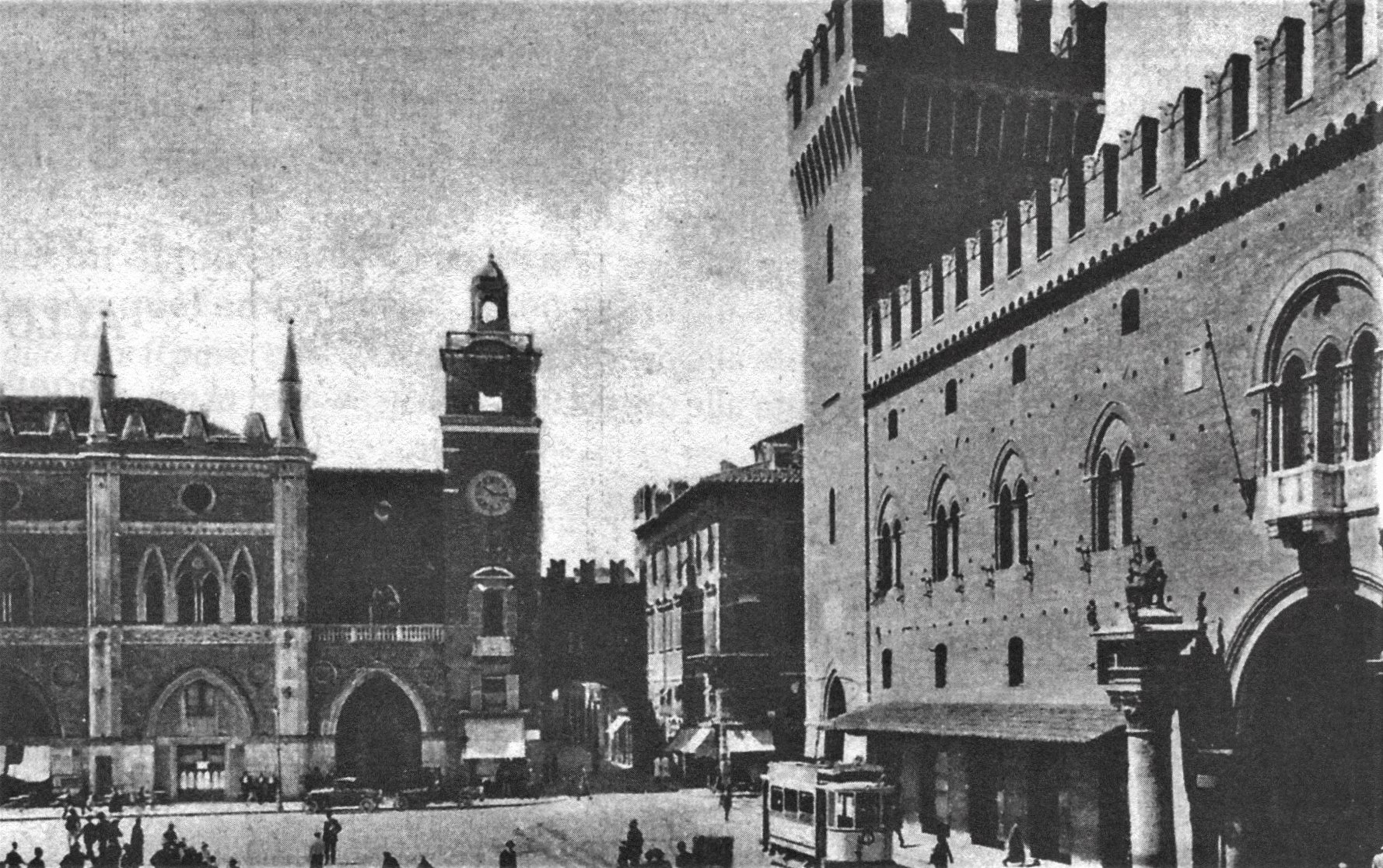
Palazzo della Ragione in Ferrara im kurzen Zeitraum von der 1928 abgeschlossenen Errichtung des Torre della Vittoria und dem Brand, der den Palast kurz nach der Befreiung der Stadt durch die britischen Truppen 1945 zerstörte.

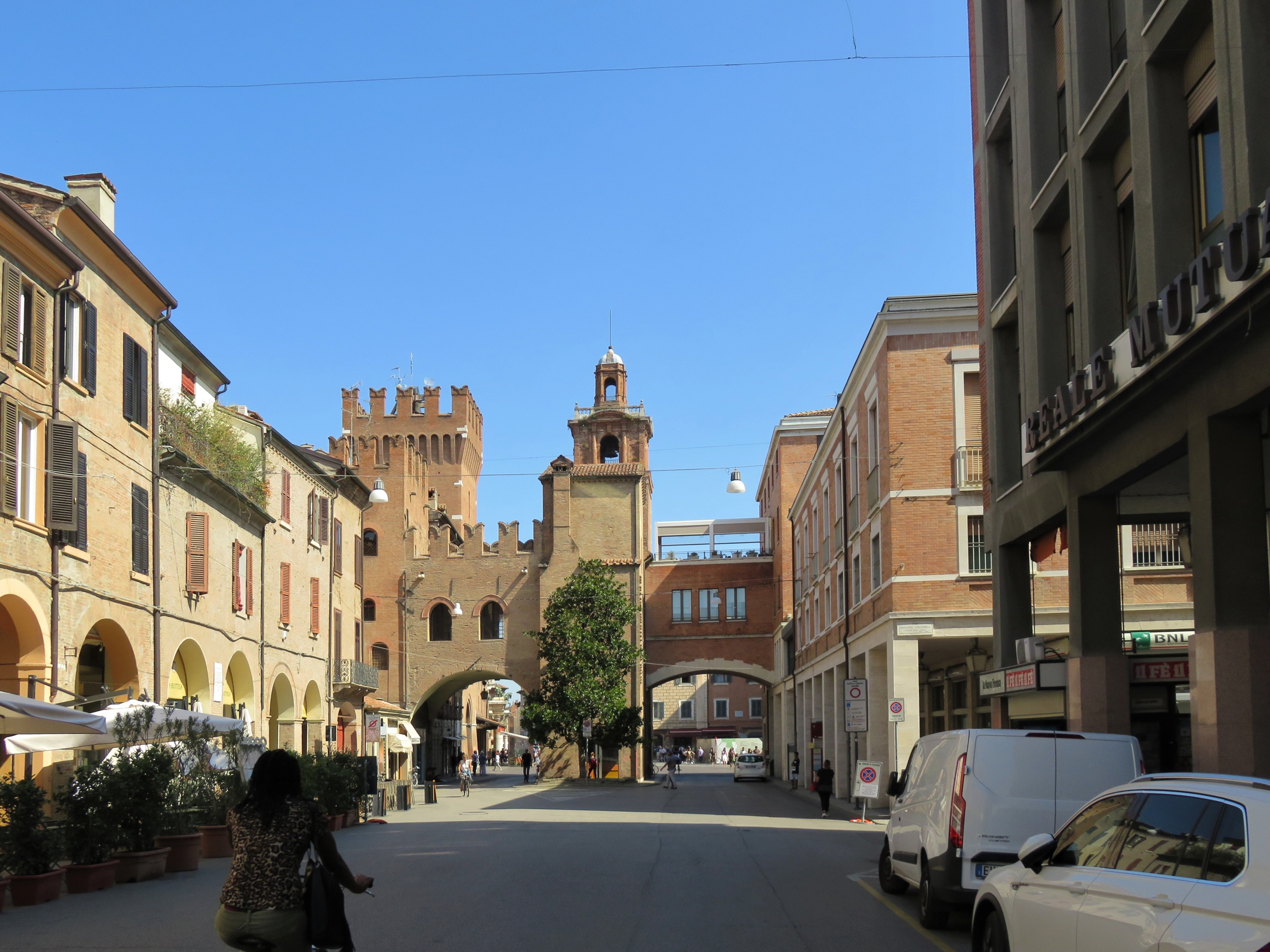
Nordteil des Parte Corso Porta Reno: In der Mitte der Uhrenturm zwischen den beiden Zugängen zum Platz. Auf der rechten Seite der in den 1950er-Jahren erbaute Teil mit dem Palazzo della Ragione und den anderen Gebäuden.

An den Fenstern wurden lange Zeit die Leichen der Hingerichteten aufgehängt und während der Herrschaft der D’Estes wurden dort alle verurteilt und hingerichtet, die an Verschwörungen und Komplotten beteiligt waren. Nach der Zeit der Verschwörung, die Giulio und Ferrante d’Este gegen den Herzog Alfonso I. d’Este angezettelt hatten, wurden alle Verschwörer verurteilt und ihre Köpfe auf Lanzen aufgespießt, die oben auf dem Palast angebracht wurden. Diese Episode wurde später auch von Ludovico Ariosto zitiert.
Der ursprüngliche Palazzo della Ragione wurde in gotischem Stil erbaut und ähnelte vermutlich dem Palazzo della Ragione in Mantua, der heute noch unbeschädigt steht. Der Originalbau wurde bereits 1472 durch einen Brand beschädigt und 1570 durch ein Erdbeben.

### Umbau im 19. Jahrhundert

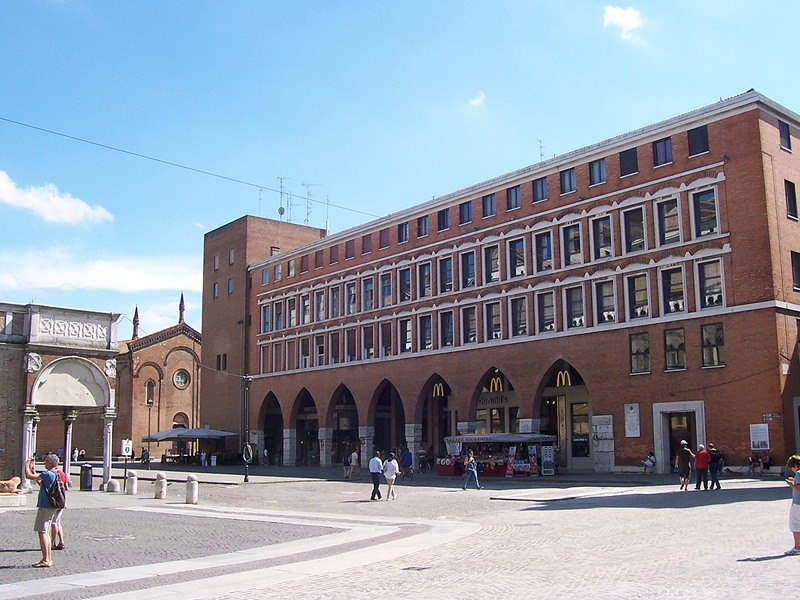
Aussehen des Palazzo della Ragione nach dem Umbau im 19. Jahrhundert

Mit dem Umbau des Gebäudes im 19. Jahrhundert wurde der Architekt und Leitende Bauingenieur der Stadt Giovanni Tosi beauftragt, der bei seinem Projekt auf die originale Architektur des Palastes Rücksicht nahm. Das alte Gebäude verfiel nach der Vertreibung der D’Estes mit der Übernahme der Stadt durch den Kirchenstaat allmählich und sein Umbau in neugotischer Form, der die Spitzbögen des Gebäudes aus dem 14. Jahrhundert wiederbrachte, schenkte Ferrara ein bedeutendes, architektonisches Denkmal, bereichert um eine große Eingangstreppe.

### Neubau im 20. Jahrhundert
1921 wurde das Gerichtsarchiv durch einen Brand teilweise zerstört und die Struktur des Gebäudes wurde bei der Brandbekämpfung auch teilweise beschädigt. Am 22. April 1945, zwei Tage vor der Befreiung Ferraras durch das Eintreffen der alliierten Truppen, wurde der Palast durch einen weiteren Brand stark beschädigt. Das Feuer ließ nur die Außenmauern übrig; Dachstuhl und Dach stürzten ein. Bei dieser Gelegenheit ging ein großer Teil der Dokumentation über die vorhergehenden Jahrzehnte des Faschismus verloren.
Auf einer Fotografie im Archiv des ethnografischen Zentrums Ferrara kann man eine Abteilung schottischer Truppen sehen, die eine Parade auf dem Domplatz abhalten, und im Hintergrund ist der offensichtlich noch unbeschädigte Palast zu sehen.
Das Gebäude wurde fast zehn Jahre später, zwischen 1954 und 1956, wieder aufgebaut, während das gesamte Stadtviertel durch die Erweiterung des Corso Porta Reno und den Abriss eines großen Teils der Gebäude an seiner Ostseite wesentlich verändert wurde.
Der Neubau in Verbindung mit den städtebaulichen Veränderungen führte zur Öffnung eines zweiten, großen Zugangsbogens zur Piazza Trento e Trieste, der so den Uhrenturm vom Palast abtrennte, dass dieser nun in der Mitte des doppelten Durchgangs sitzt. Mit dem Neubau des Palastes wurde Marcello Piacentini betraut, der in Ferrara eine seiner letzten Arbeiten ausführte und nur vier Jahre später verstarb.

## Nutzung des Palastes
In der ersten Zeit wurde das Gebäude als Gerichtsgebäude genutzt und es wurden dort Todesurteile vollstreckt. Sowohl seine Räume als auch seine Fassade zum zentralen Platz von Ferrara wurde als zur Zeit der D’Estes als Theaterszenerie genutzt und ebenso, um bedeutende, öffentliche Zeremonien abzuhalten, wie die Festivitäten zur Hochzeit von Markgraf Alfonso I. mit Lucrezia Borgia im Jahre 1502. Nach dem Brand von 1512 wurde der Palast wiederaufgebaut und diente seit dieser Zeit auch als Stadtgefängnis, während im Erdgeschoss die ersten Ladengeschäfte eröffnet wurden. Nach und nach verlor das Gebäude seine Bedeutung bis zum Umbau im 19. Jahrhundert. Der untere Teil des Palastes war weiterhin dem Handel vorbehalten, wogegen der obere Teil als Sitz der Gerichte, der Prätur und anderer gerichtlicher Büros und Archive Justizzwecken diente. Ab der zweiten Hälfte des 20. Jahrhunderts wurde mit dem letzten Neubau, den Marcello Piacentini leitete, der Zweck des Gebäudes verändert. Der untere Teil diente weiterhin dem Handel, aber der obere Teil wurde zu einem Hotel. Ab diesem Zeitpunkt befand sich das gesamte Gebäude in Privatbesitz.